# Lovell, Wyoming
Lovell är den största staden i Big Horn County i norra delen av delstaten Wyoming i USA. Staden hade 2 360 invånare vid 2010 års folkräkning. 
Orten är döpt efter den lokala ranchägaren Henry Lovell.

## Kultur och sevärdheter
Medicine Wheel på Medicine Mountain i Bighorn Mountains, 25 kilometer öster om staden, är en ursprungsamerikansk religiös ceremoniplats som är upptagen i National Register of Historic Places som ett av de främsta exemplen på sådana kultplatser.